# Коли дел Соле (Латина)
Коли дел Соле је насеље у Италији у округу Латина, региону Лацио.
Према процени из 2011. у насељу је живело 77 становника. Насеље се налази на надморској висини од 127 м.